# Плюсковенси (Торунський повіт)
Плюсковенси (пол. Pluskowęsy, нім. Pluskowenz) — село в Польщі, у гміні Хелмжа Торунського повіту Куявсько-Поморського воєводства.
Населення — 442 особи (2011).
У 1975-1998 роках село належало до Торунського воєводства.

## Демографія
Демографічна структура станом на 31 березня 2011 року:
|          | Загалом | Допрацездатний вік | Працездатний вік | Постпрацездатний вік |
| -------- | ------- | ------------------ | ---------------- | -------------------- |
| Чоловіки | 221     | 55                 | 148              | 18                   |
| Жінки    | 221     | 46                 | 131              | 44                   |
| Разом    | 442     | 101                | 279              | 62                   |